# Copacabana (Lied)
Copacabana (auch: Copacabana (At the Copa)) ist ein Lied des US-amerikanischen Sängers Barry Manilow, das im Februar 1978 erschien.

## Entstehung und Veröffentlichung
Geschrieben wurde das Lied vom Interpreten selbst, zusammen mit den Koautoren Jack Feldman und Bruce Sussman. Manilow zeichnete zudem, gemeinsam mit Ron Dante, für die Produktion verantwortlich.
Die Erstveröffentlichung von Copacabana erfolgte im Februar 1978 bei Arista Records, als Teil von Manilows fünften Studioalbum Even Now (Katalognummer: 4164). Am 3. Juni 1978 erschien das Lied als Singleauskopplung aus dem Album. Diese erschien als 7″-Single mit der B-Seite A Linda Song (Katalognummer: 61163). Im gleichen Jahr erschien auch eine 7″-Single mit der B-Seite Can’t Smile Without You (Katalognummer: 006-60 507) sowie eine 12″-Single, die zwei verschiedene Versionen zu Copacabana umfasst (Katalognummer: AS-0339). Am 6. Januar 1979 erschien eine spanischsprachige Version mit dem Titel En el Copa als Single (Katalognummer: 008-61 717).

## Inhalt
Titel und Refrain des Lieds beziehen sich auf den berühmten gleichnamigen New Yorker Nachtclub (in der dritten Strophe wird erwähnt, dass der frühere Nachtclub nunmehr, Ende der 1970er Jahre, eine Diskothek ist). Erzählt wird die Geschichte von Lola, einem Showgirl, und ihrem Liebhaber Tony, einem Barkeeper des Clubs, der von Rico, einem „Diamantenträger“ mit einem amourösen Interesse an Lola, erschossen wird.

## Rezeption
Die Aufnahme wurde im Film Eine ganz krumme Tour (Foul Play) (1978) mit Chevy Chase und Goldie Hawn als Hintergrundmusik verwendet und kam in über einem Dutzend weiterer Filme vor.
Im Jahr 1979 gewann das Lied einen Grammy Award in der Kategorie „Beste männliche Gesangsdarbietung – Pop“ (Best Pop Vocal Performance, Male), der einzige in Manilows Karriere.

## Kommerzieller Erfolg

### Chartplatzierungen
Copacabana avancierte im Juli 1978 zum Top-10-Hit in den Niederlanden (Rang 6) sowie in den US-amerikanischen Billboard Hot 100.
| ChartsChartplatzierungen       | Höchstplatzierung | Wochen |
| ------------------------------ | ----------------- | ------ |
| Deutschland (GfK)              | 23 (8 Wo.)        | 8      |
| Vereinigte Staaten (Billboard) | 8 (16 Wo.)        | 16     |

| ChartsJahrescharts (1978)      | Platzierung |
| ------------------------------ | ----------- |
| Vereinigte Staaten (Billboard) | 74          |

### Auszeichnungen für Musikverkäufe
| Land/Region                  | Auszeichnungen für Musikverkäufe (Land/Region, Auszeichnung, Verkäufe) | Verkäufe  |
| ---------------------------- | ---------------------------------------------------------------------- | --------- |
| Vereinigte Staaten (RIAA)    | Gold                                                                   | 1.000.000 |
| Vereinigtes Königreich (BPI) | Gold                                                                   | 400.000   |
| Insgesamt                    | 2× Gold ·                                                              | 1.400.000 |

## Coverversionen
- 1980 sang Rex Gildo eine deutschsprachige Coverversio dieses Liedes.
- Helge Schneider nahm 1999 eine Version für sein Coveralbum Eiersalat in Rock auf.